# Міжсайтовий скриптинг
XSS (англ. Cross Site Scripting — «міжсайтовий скриптинг») — тип вразливості інтерактивних інформаційних систем у вебі. XSS виникає, коли на сторінки, які були згенеровані сервером, з якоїсь причини потрапляють користувацькі скрипти. Специфіка подібних атак полягає в тому, що замість безпосередньої атаки сервера зловмисники використовують вразливий сервер для атаки на користувача.
Для терміна використовують скорочення «XSS», щоб не було плутанини з каскадними таблицями стилів (абревіатура «CSS»).
Довгий час програмісти не приділяли їм належної уваги, вважаючи їх безпечними. Однак ця думка помилкова: на сторінці або в HTTP-Cookie можуть бути досить вразливі дані (наприклад, ідентифікатор сесії адміністратора). На популярному сайті скрипт може влаштувати DoS-атаку.

## Класифікація

### Пасивні
Пасивні XSS — скрипт не зберігається на сервері уразливого сайту, або він не може автоматично виконатися в браузері жертви. Для спрацьовування пасивної XSS потрібна якась додаткова дія (клік по лінку, вставка певного коду в текстове поле на сайті, тощо), яку повинна виконати жертва. Їх також називають першим типом XSS.

### Активні
При активних XSS шкідливий скрипт зберігається на сервері, і спрацьовує в браузері жертви при відкритті сайту, що містить активну XSS. Їх також називають другим типом XSS.

## Вразливість
Еван Джонсон, інженер компанії «CloudFlare» дослідив вебсайти з переліку «Топ мільйон» сайтів за відвідуваністю, обчислений компанією Alexa. Він виявив близько тисячі сайтів з цього переліку, налаштування вебсервера яких надають зловмисникові можливість атакувати користувача із допомогою міжсайтового скриптингу. Він помітив, що вебсервери вразливих сайтів повертають такий саме HTTP-заголовок Access-Control-Allow-Origin, як вказано в HTTP-заголовку Origin в запиті клієнта.
На думку інженера, це створює умови, завдяки яким зловмисник може обійти обмеження правила «Єдиного походження» (англ. Same Origin Policy).